# Dogiyai
Dogiyai ist ein indonesischer Regierungsbezirk (Kabupaten) in der indonesischen Provinz Papua Tengah auf der Insel Neuguinea. Stand 2020 leben hier circa 115.000 Menschen. Der Regierungssitz des Kabupaten ist Kigamani.

## Geographie
Dogiyai liegt im Westen der Provinz Papua Tengah im Binnenland. Im Norden grenzt es an den Regierungsbezirk Nabire, im Osten an Paniai und Deiyai, im Süden an Mimika und im Westen an die Provinz Papua Barat. Administrativ unterteilt sich Dogiyai in 10 Distrikte (Distrik) mit 79 Dörfern (Kampung).
| Distrikt (distrik) | Fläche in km2 | Bevölkerung 2020 | Dörfer (Kampung) |
| ------------------ | ------------- | ---------------- | --- |
| Sukikai Selatan    | 887,00        | 4.362            | Iyaro, Sukikai, Unito, Wigoumakida.                                                                                               |
| Piyaiye            | 1.349,00      | 8.511            | Apogomakida, Deniyode, Egipa, Ideduwa, Kegata, Teipaugi, Ukagu, Yegiyepa.                                                         |
| Mapia Barat        | 760,00        | 3.553            | Abouyaga, Maikotu, Toubaikebo, Yegoukotu.                                                                                         |
| Mapia Tengah       | 2014,50       | 11.012           | Adauwo, Bonakunu, Diyeugi, Gabaukuna, Megaikebo, Modio, Putapa, Timepa, Tuamani / Atou, Ukudawata / Upibega.                      |
| Mapia              | 1.531,75      | 9.838            | Abaimaida, Abaugi / Obaikagopa, Bomomani, Dawaikunu, Gabaikunu, Gapoya, Magode.                                                   |
| Dogiyai            | 115,92        | 14.385           | Abgoigi / Dogimani, Bobobutu, Denemani, Egebutu, Idadagi, Kigamani, Makidimi, Motito, Pona.                                       |
| Kamu Selatan       | 144,48        | 21.450           | Bogoya Teugi, Botumoma, Digikebo, Makidimi / Yepo, Matadi, Obaibega, Pouwouda, Puweta I, Puweta II, Tuwaida, Ugikagouda, Ugikebo. |
| Kamu               | 77,60         | 16.491           | Bukapa, Ekemanida, Idakotu, Kimupugi, Mauwa, Moanemani / Ikebo, Putapa, Tokapo / Diyiyouwa.                                       |
| Kamu Timur         | 80,00         | 10.561           | Boduda, Bokaibutu, Bunauwo, Deiyapa, Nuwa, Ugapuga, Yotapuga.                                                                     |
| Kamu Utara         | 92,67         | 16.043           | Duntek, Ekimani, Idakebo, Ikrar, Kuyakago, Mogou, Obayo, Pugatadi I, Pugatadi II, Yametadi.                                       |

## Einwohner
2020 lebten in Dogiyai 114.864 Menschen. Die Bevölkerungsdichte beträgt 19 Personen pro Quadratkilometer. Circa 55 Prozent der Einwohner sind Katholiken, 44 Prozent Protestanten und ein Prozent Muslime.